# Epicladonia
Epicladonia D. Hawksw. (epikladonia) – rodzaj grzybów z klasy workowców Ascomycota. Anamorfa Pezizomycotina. 

## Systematyka i nazewnictwo
Pozycja w klasyfikacji według Index Fungorum: Incertae sedis, Lichinodiales, Leotiomycetidae, Leotiomycetes, Pezizomycotina, Ascomycota, Fungi.
Jest to niedawno utworzony rodzaj, na razie o nie do końca określonej przynależności systematycznej.
Nazwa polska według W. Fałtynowicza.

## Gatunki
- Epicladonia lapponica Ihlen 2005
- Epicladonia sandstedei (Zopf) D. Hawksw. 1981– epikladonia Sandstedego
- Epicladonia simplex D. Hawksw. 1981
- Epicladonia stenospora (Harm.) D. Hawksw. 1981

Nazwy naukowe na podstawie Index Fungorum. Nazwy polskie według checklist W. Fałtynowicza.